# 4999 МРС
4999 МРС (4999 MPC) — астероїд головного поясу, відкритий 2 лютого 1987 року.
Тіссеранів параметр щодо Юпітера — 3,220.